# 车臣共和国历史
车臣人的祖先阿瓦尔人起源于亚洲西部，自15世紀奥斯曼帝国入侵開始，車臣人在高加索山區不斷抵抗外來入侵。自從投向穆斯林的陣營，便緩和了與奥斯曼帝国的緊張關係，但卻與信奉基督教的格鲁吉亚人及哥薩克人及信奉佛教的卡爾梅克人之間的衝突不斷升級。

## 早期
车臣在19世纪被沙俄征服，之后一直都属于俄国。十月革命之后，车臣继续留在俄罗斯联邦里。苏联成立后的1922年11月30日，成立车臣自治州，隶属于俄罗斯苏维埃联邦社会主义共和国，1934年1月15日和同属俄罗斯联邦的印古什自治州合并为车臣－印古什自治州，1936年12月5日改名为车臣－印古什苏维埃社会主义自治共和国。
由于在二战中，部分车臣人试图与德国军队合作谋求独立，1944年，在斯大林领导下的苏联政府撤消了车臣的自治共和国地位，将几乎整个车臣民族强行迁往哈萨克境内。直到1957年赫鲁晓夫执政时期，车臣－印古什苏维埃社会主义自治共和国方才得以恢复，车臣人也被允许返回位于北高加索的故土。
1989年后，苏联局势急剧动荡，民族分离势力在车臣、印古什和北奥塞梯等高加索地区严重膨胀，车臣和北奥塞梯等自治共和国均有流血冲突发生。
自从苏联解体以后，俄罗斯联邦的不少成员，特别是外高加索地区的共和国，都希望像邻近的亚美尼亚或格鲁吉亚一样享有独立的地位。加上过去在前苏联年代里，一直受到压迫，造成车臣人争取民族解放、要求民族独立和反俄罗斯的旺盛心态。

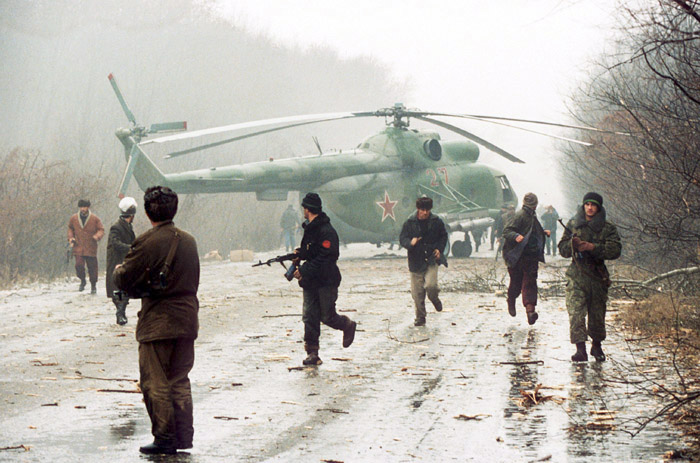
第一次車臣戰爭

1991年，时任车臣共和国总统的焦哈尔·杜达耶夫发表了独立宣言，可是得不到俄罗斯的承认。1992年12月10日印古什共和国与车臣共和国分开。1994年，俄罗斯总统叶利钦指派俄军大举攻打车臣，造成一场十万人死亡的屠杀惨剧。之后，双方的冲突不但一直没有平息，还让车臣的伊斯兰原教旨主义分子得势。结果莫斯科的恐怖襲击不断发生。
1999年，7月4日，沙米利·巴萨耶夫指挥5000人的武装部队偷袭了俄内务部队哨所。导致了第二次车臣战争。俄罗斯第二任总统普京以较强硬的态度反驳了国内的分离主义思潮，指挥部队从两路进入车臣。以绝对优势的实力，军事压制了车臣分离主义势力。之后，双方冲突依然如前。
车臣问题是俄罗斯国内民族宗教矛盾，國際社會过问较少，有证据表明許多車臣婦女的丈夫或兒子無故失蹤，她們搜集並紀錄數百卷恐怖罪行的錄影帶，並將之偷渡入歐洲，向國際人權法庭控訴。影響所及，亦有部分車臣婦女選擇加入炸彈自殺的恐怖事件。

## 車臣共和國歷史
車臣在19世紀中葉俄羅斯帝國時期成為俄國領土，在一戰時期，由車臣人為主組成的、被德國人稱為「野獸之師」的「高加索土著混成騎兵師」一直是德國和奧匈的噩夢。車臣人效忠沙皇和帝國政府，無拘無束，對待皇室也一律用「你」稱呼而不使用敬語，皇室和俄國人也彼此無拘無束。
在二月革命之後，統帥著高加索土著混成騎兵師的科爾尼洛夫將軍的第八軍是當時唯一一個保持有完整戰鬥力，沒有被革命黨和亂兵搞垮的部隊。車臣人民當時有著一個著名的言論：「俄羅斯人出了叛徒了，他們不要自己的皇帝了，沒關係，讓皇帝到我們這裡來避難，我們熱情好客會養著他，然後為他消滅那些俄國的敵人，無論是內部的還是外部的。我們不感興趣政治，我們只是為戰鬥而生，為了消滅俄羅斯的敵人而生。」 
由於十月革命，布爾什維克為了對抗白軍，大肆醜化宣傳支持科爾尼洛夫將軍和其他的白軍的高加索軍團，宣傳車臣人是一群見人就殺吃小孩子肉的野蠻人，以此換取城市居民的同仇敵愾對抗高加索軍團。之後隨著內戰，科爾尼洛夫將軍也戰死，高加索軍團瓦解，四分五裂的高加索各民族有的回去了故鄉繼續自相殘殺，有的變成流寇。 
蘇聯建國以後，車臣最初作為「山區蘇維埃社會主義自治共和國」的一部分一起加入了蘇聯，1936年史達林人為的把車臣-印古什地區分離出來單獨建立了一個「車臣-印古什蘇維埃社會主義共和國」。二戰期間1942-1943年間車臣-印古什共和國一度被德軍佔領，德國在當地扶植了大量傀儡進行對俄羅斯人和猶太人等的種族屠殺，因此在德軍被擊潰之後，1944年蘇聯把和德國人合作過當個叛徒的車臣人遷徙去了中亞地區，這就是車臣行動。 
之後車臣-印古什共和國被取消，併入斯塔夫羅波爾邊疆區。史達林死後，1957年1月9日車臣-印古什蘇維埃社會主義共和國被恢復，此情況一直持續到蘇聯末期。史達林在二戰之後定下了一個規矩，就是車臣地區的最高地方領導人一定不能由車臣人擔任。此情況一直持續到戈巴契夫上台。戈巴契夫允許了之前被遷徙的車臣人返鄉，並且第一次車臣產生了車臣人出生的地方最高領導人。
與此同時，激進派开始崛起：飛行員出身的、蘇聯時期唯一的車臣人將軍、在阿富汗戰爭中親自駕機進行轟炸立功而榮獲蘇聯英雄稱號的焦哈爾·杜達耶夫趁機建立了自己的車臣民族代表大會。趁著葉爾欽和戈巴契夫、819成員政權的內亂空襲，杜達耶夫成功組織起來了終於自己的武裝實力並通關武裝政變奪權。因為杜達耶夫站在了當時尚大局未穩的葉爾欽一遍，因此得到了葉爾欽的默許和縱容。 
蘇聯解體、葉爾欽上台之後，他和親信還親自多次來到過車臣會見杜達耶夫，杜達耶夫表示「我們只是要建立自己的民主自治共和國，但沒有打算從俄國獨立，也沒有打算和俄國翻臉，我們打算維持和俄國的和平友誼。」信以為真的葉爾欽政府遂置之不理。然而此時車臣-印古什卻發生了內部分歧：希望從俄國獨立的是車臣民族主義者，而印古什人民則不希望獨立，希望留在俄國。1992年車臣-印古什共和國解體一分為二變成了車臣共和國和印古什共和國，然而，兩者之間隨即就爆發了邊界之爭的問題：杜達耶夫希望要求更多的土地，而引起印古什人民的不滿，兩族從帝國時期蘇聯時期已經混住上百年種族交錯很難分出一個準確的國界，在這種情況下杜達耶夫政府單方面宣佈建立了「伊奇克里亞車臣共和國」，拒絕給俄國中央政府納稅，禁止俄國軍警人員入境，並開始了對境內所有非車臣人的種族排斥和驅逐政策。此建國行為沒有得到國際承認。
之後杜達耶夫又和車臣國會爆發矛盾，最終杜達耶夫以軍閥手腕武力驅散了國會建立起來了個人獨裁。而此時正是1992-1993年間，俄國自己又爆發了差點演變成全面內戰的憲政危機，最高蘇維埃被解散，成立了新的國會-國家杜馬并制定了新的憲法。 俄國內亂期間，車臣局勢迅速惡化，感受到自己強大的杜達耶夫野心膨脹，打算不僅建立車臣共和國，更要吞併整個高加索。車臣軍開始一方面對內加緊迫害異族，一方面準備入侵周邊相鄰的其他高加索國家。為此，相鄰的達吉斯坦共和國組成了自己的武裝民兵對抗車臣。與車臣不同，達吉斯坦人不希望獨立，於是在邊境就出現了大規模武裝衝突。
在這種情況下，焦頭爛額的葉爾欽意識到局勢已經失控，但依然對杜達耶夫表示保留信任，希望談判對話解決，造成局勢一誤再誤。此時，又爆發了印古什-北奧賽梯邊境衝突。俄軍為了維持當地局面進入了北奧賽梯。這個時候，反對杜達耶夫解散國會和個人獨裁的車臣反對派又組成了民兵開始多次攻擊車臣首府，但是敗在杜達耶夫壓倒性的軍力下，車臣事實上已經在俄國進入之前就自己已經陷入了內戰。於是杜達耶夫下令開始進行「種族大清洗」，消除所有境內的非車臣人以及「車臣人的叛徒」。根據事後統計，這場種族屠殺總共屠殺了21000名俄羅斯人(不包括戰鬥中死亡的軍民)，46000人淪為車臣人的奴隸。車臣人自己也甚為內戰和屠殺所苦，反對杜達耶夫獨裁的反對派開始呼籲俄軍進入車臣維和。
在這樣的情況下，葉爾欽政府終於下令派兵維和。 然而，經歷了蘇聯解體的俄軍士氣低落武器陳舊彈藥短缺，且組織領導十分混亂，彼此缺乏統一的調度協調，进攻一度受阻。

## 21世纪
2004年5月9日，車臣发生炸弹爆炸，总统艾哈迈德·卡德罗夫被当场炸死。2006年3月4日，艾哈迈德·卡德罗夫之子拉姆赞·卡德罗夫被任命为车臣共和国总理。2007年4月5日，拉姆赞·卡德罗夫宣誓就任车臣总统。
2009年4月16日，俄国当局宣布车臣战争正式结束。
2010年3月30日，车臣战争的阵亡者遗孀（或称“黑寡妇”(черная вдова)），在俄罗斯首都莫斯科进行了自杀式炸弹袭击，以期谋求车臣的独立自主。
2010年10月19日在格罗兹尼列寧區的車臣議會大樓遭到武裝分子攻擊，有6人死亡17人受傷。